# Shadow Moses
«Shadow Moses» — первый сингл с альбома Sempiternal британской металкор-группы Bring Me the Horizon, вышедший 11 января 2013 года. Клип песни был выложен на YouTube 22 января 2013 года. Сингл получил положительные отзывы критиков, а также достиг 82 места в чарте UK Singles Chart и 2 места в UK Rock Singles Chart.

## Создание
По словам вокалиста группы, Оливера Сайкса, «Shadow Moses» изначально была написана с намерением выложить её бесплатно перед выпуском альбома Sempiternal, однако менеджеры группы отвергли эту идею и порекомендовали группе сохранить песню для альбома.
По словам Чада Чилдерса из онлайн-журнала Loudwire, припев песни, содержащий строчки «Can you tell from the look in our eyes/We’re going nowhere/We live our lives and we’re ready to die/We’re going nowhere», мастерски проработан для диалога с аудиторией. Песня также включает в себя название альбома во фразе «This is sempiternal», которая затем связывается со строчкой «We’re going nowhere», что, как считает Чилдерс, навевает «довольно тоскливые мысли». В песне есть две отсылки к Metal Gear Solid, компьютерной игре 1998 года: название песни является отсылкой на игровой сеттинг, а вокальная партия в начале припева основывается на песне из финальных титров, которая называется «The Best Is Yet to Come».
Музыкальный стиль композиции Чилдерс описывает так: «требуемая сила, агрессия и драйвовая гитарная работа — то, что мы и ожидали от Bring Me the Horizon — идёт вместе с удивительно заразительным припевом».
По словам Дэвида Бендета, инженера по сведению, песня изначально была предназначена для выхода в качестве заглавного сингла альбома, и потому была первой завершённой песней.

## Выпуск
Премьера «Shadow Moses» прошла 4 января 2013 года на передаче Rock Show с ведущим Дэниэлем Картером (радиостанция BBC Radio 1), а через неделю песня вышла в качестве сингла и стала распространяться посредством цифровой дистрибуции. В связи с популярностью песни, лейбл Epitaph Records загрузил её на свой канал на YouTube неделей ранее, чем изначально планировалось. Кроме Sempiternal, песня также была включена в дебютный концертный видеоальбом 2015 года, названный Live at Wembley, а также во второй, Live at the Royal Albert Hall, вышедший в 2016 году. В октябре 2015 года «Shadow Moses» была включена в качестве игровой композиции в музыкальную видеоигру Guitar Hero Live.

## Видеоклип
Видеоклип на песню был выпущен 22 января 2013 года. Режиссёрами клипа выступил немецкий дуэт A Nice Idea Every Day, а сам клип был снят на острове Рюген. В клипе группа выступает на фоне суровых пейзажей, таких как заснеженные поля и зимний берег океана, что снято с использованием приёма быстрой нарезки (англ. quick-cutting camera trick), передающем ощущения морской болезни. Техника съёмки, известная как «сдвиг камеры» (англ. camera shift), описывается как «несбалансированное движение из стороны в сторону». Реакция на клип была положительной — Чад Чилдерс из онлайн-журнала Loudwire описал его как «уникальный», «поразительный» и «завораживающий взгляд», а Марк Занотти из журнала Music Feeds похвалил его за «запечатлевание агрессивной энергии сингла».

## Награды и критика
Множество критиков назвали «Shadow Moses» одной из лучших песен альбома Sempiternal. Рик Флорино из Artistdirect оценил песню в 4,5 звезды из 5. Дин Браун из PopMatters описал её как «одно из самых тяжелых дополнений Sempiternal», восхвалив «Slipknot’оподобные риффы» гитариста Ли Малиа и вокал Оливера Сайкса. Дом Лаусон из The Guardian также похвалил вокальное исполнение Сайкса.
В мае 2014 Loudwire объявил «Shadow Moses» лучшей песней Bring Me the Horizon на текущий момент, пояснив, что трек «совершил революцию не только в репутации группы в металкоре, но и в самом жанре». AXS и Alternative Press также включили «Shadow Moses» в свои рейтинги лучших песен группы, поставив песню на второе и десятое место соответственно.
В 2013 году «Shadow Moses» была номинирована на премии «лучший сингл» (англ. Best Single) и «лучший клип» (англ. Best Video) на Kerrang! Awards, хотя и проиграла песням «The Phoenix» группы Fall Out Boy и «King for a Day» группы Pierce the Veil соответственно. В голосовании за лучший сингл 2013 года, проведённом среди читателей Alternative Press, песня заняла второе место, проиграв песне «A Love Like War» группы All Time Low. Песня также была номинирована на награду «песня года» (англ. Song of the Year) в Golden Gods Awards 2014 журнала Revolver, хотя по итогам награду получила песня «Lift Me Up» группы Five Finger Death Punch.

## Коммерческий успех
«Shadow Moses» дебютировал на втором месте в UK Rock & Metal Singles Chart 20 января 2013 года. Сингл оставался в первых 40 позициях в феврале и марте, вернувшись в ТОП 10 после выхода Sempiternal в апреле. Также сингл провёл две недели в UK Singles Chart, но не поднимался выше 82 места.